# امیرآباد (زیرکوه)
امیرآباد روستایی در دهستان افین بخش زهان شهرستان زیرکوه استان خراسان جنوبی ایران است. بر پایه سرشماری عمومی نفوس و مسکن در سال ۱۳۹۰ اطلاعاتی از این روستا بدست نیامده است.